# Episodi di Barnaby Jones (settima stagione)
La settima stagione della serie televisiva Barnaby Jones è stata trasmessa in anteprima negli Stati Uniti d'America dalla CBS tra il 21 settembre 1978 e il 19 aprile 1979.
| nº | Titolo originale                              | Titolo italiano | Prima TV USA      | Prima TV Italia |
| -- | --------------------------------------------- | --------------- | ----------------- | --------------- |
| 1  | Blind Jeopardy                                |                 | 21 settembre 1978 |                 |
| 2  | A Dangerous Affair                            |                 | 28 settembre 1978 |                 |
| 3  | Deadly Sanctuary                              |                 | 12 ottobre 1978   |                 |
| 4  | Hitch-Hike to Terror                          |                 | 19 ottobre 1978   |                 |
| 5  | Nest of Scorpions                             |                 | 26 ottobre 1978   |                 |
| 6  | Death of a Friendship                         |                 | 9 novembre 1978   |                 |
| 7  | A Frame for Murder                            |                 | 16 novembre 1978  |                 |
| 8  | Stages of Fear                                |                 | 23 novembre 1978  |                 |
| 9  | Victim of Love                                |                 | 30 novembre 1978  |                 |
| 10 | Memory of a Nightmare                         |                 | 14 dicembre 1978  |                 |
| 11 | The Picture Pirates                           |                 | 21 dicembre 1978  |                 |
| 12 | Academy of Evil                               |                 | 28 dicembre 1978  |                 |
| 13 | The Medium                                    |                 | 4 gennaio 1979    |                 |
| 14 | Echo of a Distant Battle (Part 1 & 2)         |                 | 11 gennaio 1979   |                 |
| 15 | Echo of a Distant Battle (Part 1 & 2)         |                 | 11 gennaio 1979   |                 |
| 16 | The Enslaved                                  |                 | 18 gennaio 1979   |                 |
| 17 | Dance with Death                              |                 | 25 gennaio 1979   |                 |
| 18 | The Protectors                                |                 | 1º febbraio 1979  |                 |
| 19 | Fatal Overture                                |                 | 8 febbraio 1979   |                 |
| 20 | Master of Deception                           |                 | 22 febbraio 1979  |                 |
| 21 | A Short Happy Life                            |                 | 1º marzo 1979     |                 |
| 22 | Child of Love Child of Vengeance (Part 1 & 2) |                 | 15 marzo 1979     |                 |
| 23 | Child of Love Child of Vengeance (Part 1 & 2) |                 | 22 marzo 1979     |                 |
| 24 | Target for a Wedding                          |                 | 12 aprile 1979    |                 |
| 25 | Temptation                                    |                 | 19 aprile 1979    |                 |